# Bernhard Langer
Pour les articles homonymes, voir Langer.
Bernhard Langer, né le 27 août 1957 à Anhausen (Diedorf), est un golfeur professionnel allemand.

## Biographie
Joueur très précoce, il gagne dès 1974 son premier tournoi professionnel, le German National Open Championship, en tant qu'amateur. Passé professionnel en 1976, il remporte ce même tournoi en 1977 et 1979, tournoi qu'il remportera treize fois. Il fait ses débuts sur le circuit européen en 1976, et gagne son premier tournoi sur le circuit européen en 1980. Il remporte l'Ordre du Mérite européen à deux reprises en 1981 et 1984 et termine deuxième à quatre reprises. Il détient, avec Severiano Ballesteros, le record de 17 années consécutives avec au moins une victoire. Le sommet de sa carrière est atteint avec deux victoires dans des tournois du Grand Chelem, les Masters 1985 et 1993.
Mais il est également particulièrement connu pour ses participations en Ryder Cup. Il fait partie de la génération dorée de l'Europe qui remporte sa première victoire dans la Ryder Cup en 1985 avec les Severiano Ballesteros, Nick Faldo ou Ian Woosnam. Il est l'un des joueurs les plus prolifiques, participant à dix éditions en tant que joueur. Seul l'Anglais Nick Faldo a fait mieux avec onze participations. L'un des épisodes les plus connus de ses campagnes est son duel en 1991 avec Hale Irwin à Kiawah Island où il rate un putt d'1,50 m pour la victoire, permettant à celui-ci de partager la partie qui donne le ½ point permettant aux États-Unis de récupérer la coupe après trois campagnes infructueuses.
En 2002, il a été nommé dans le « Hall of Fame » du golf.
En 2004, il est le capitaine de l'équipe de Ryder Cup victorieuse aux États-Unis par 18½ à 9½.

## Palmarès

### Tournoi du Grand Chelem
- Masters en 1985 et 1993

### Circuit Européen
- 1980 Dunlop Masters
- 1981 Bob Hope British Classic, Open d'Allemagne
- 1982 Open d'Allemagne
- 1983 Open dItalie, Glasgow Golf Classic, St Mellion Timeshare TPC
- 1984 Open de France, Open des Pays-Bas, Open d'Irlande, Open d'Espagne
- 1985 Open d'Allemagne, Open d'Europe
- 1986 Open d'Allemagne, Trophée Lancôme
- 1987 Whyte & Mackay PGA Championship, Open d'Irlande
- 1988 Grand Prix d'Europe
- 1989 Open d'Espagne, Open d'Allemagne
- 1990 Open de Madrid, Open d'Autriche
- 1991 International Open, German Masters
- 1992 Open des Pays-Bas, Honda Open
- 1993 Volvo PGA Championship, Open d'Allemagne
- 1994 Open d'Irlande, Volvo Masters
- 1995 Volvo PGA Championship, Deutsche Bank Open TPC of Europe, Open d'Europe
- 1997 Open dItalie, International Open, Open de République tchèque, Linde German Masters
- 2001 The TNT Open, Linde German Masters
- 2002 Volvo Masters Andalucia

### PGA Tour
- 1985 Sea Pines Heritage Classic

### Ryder Cup
- * participation en 1981, 1983, 1985, 1987, 1989, 1991, 1993, 1995, 1997 et 2002
- * Victoire en 1985 1987 1995 et 1997
- * Partie partagée en 1989 (la coupe reste en Europe)
- * Victoire en tant que capitaine en 2004

### Champions Tour
- 2007 Administaff Small Business Classic
- 2008 Toshiba Classic, Ginn Championship of Hammock Beach, Administaff Small Business Classic
- 2009 Mitsubishi Electric Championship at Hualalai, Liberty Mutual Legends of Golf, Triton Financial Classic, 3M Championship
- 2010 Allianz Championship, Outback Steakhouse Pro-Am, Senior Open Championship, US Senior Open, Boeing Classic
- 2011 ACE Group Classic
- 2012 3M Championship, SAS Championship
- 2013 ACE Group Classic, Greater Gwinnett Championship
- 2014 Mitsubishi Electric Championship at Hualalai, Insperity Invitational, Senior Players Championship, Senior Open Championship, Dick's Sporting Goods Open

### Autres victoires
- 1980 Open de Colombie
- 1983 Casio World Open, Johnnie Walker Tournament
- 1985 Australian Masters
- 1986 Million Dollar Challenge
- 1991 Open de Hong Kong, Million Dollar Challenge
- 1996 Alfred Dunhill Masters
- 1997 Masters d'Argentine
- 2006 : Coupe du monde avec Marcel Siem, représentant l'Allemagne